# Javier Cercas

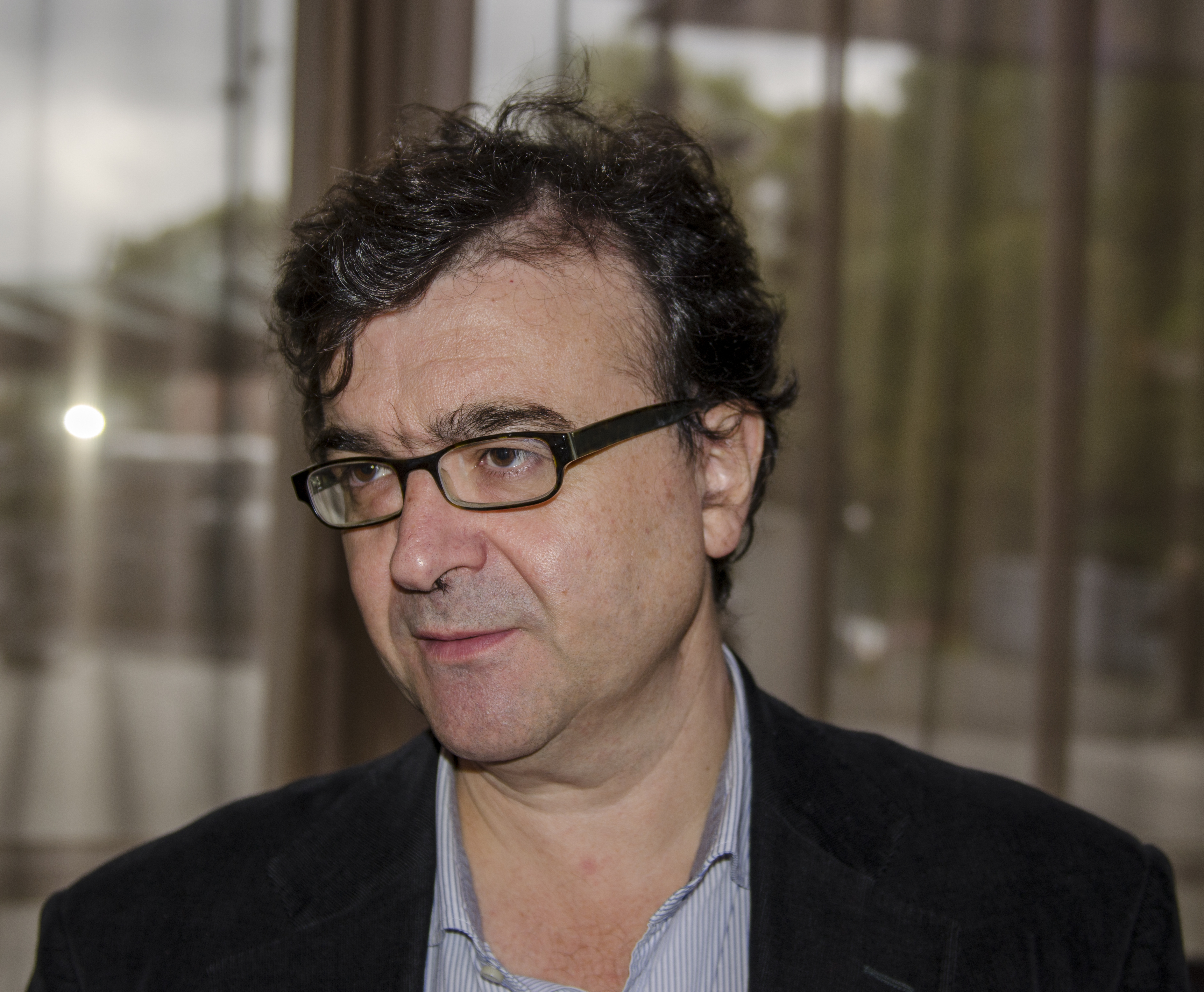
Javier Cercas (2014)

Javier Cercas (* 6. April 1962 in Ibahernando, Provinz Cáceres/Extremadura) ist ein spanischer Schriftsteller und Journalist.

## Biografie
Javier Cercas kam als Sohn eines Tierarztes zur Welt. Seine Familie zog 1966 aus der Extremadura ins katalanische Girona um. Als er als 14-Jähriger die Werke von Jorge Luis Borges entdeckte, fühlte er sich zum Schriftsteller berufen. 1985 legte er an der Universität von Barcelona sein Examen in spanischer Philologie ab und promovierte dort. In der zweiten Hälfte der 1980er Jahre arbeitete er zwei Jahre als Lektor an der Universität von Illinois in Urbana, wo er seinen ersten Roman schrieb. Javier Cercas lehrt seit 1989 als Professor für spanische Literatur an der Universität Girona, ist verheiratet und hat einen Sohn.
Mit seinem dritten Roman Soldados de Salamina, der 2002 als Soldaten von Salamis in deutscher Übersetzung erschien, wurde er einem großen Publikum bekannt, nachdem Mario Vargas Llosa, John Maxwell Coetzee und Susan Sontag in lobenden Kritiken auf ihn aufmerksam gemacht hatten. Zudem ist er ständiger Mitarbeiter der katalanischen Ausgabe und der Sonntagsbeilage von El País.

## Auszeichnungen
Folgende Preise wurden Javier Cercas bisher zuerkannt: der Premio Salambó (2001), Grinzane Cavour de narrativa (2003), der Preis der chilenischen Kritik, Preis der Stadt Barcelona, Preis von Cartagena, der zweite Preis des Buchhandels (alle 2001), der Independent Foreign Fiction Prize (2004) und La Medalla de Extremadura (2005), der Premio Nacional de Narrativa für Anatomia de un Instante (2010), der Prix Méditerranée Étranger für Les lois de la frontière (2014), der Preis des Europäischen Buches für den Roman El impostor (2016) und 2019 der Premio Planeta für Terra Alta.
Sein Werk wurde bisher in mehr als zwanzig Sprachen übersetzt. Cercas selbst übertrug neben H. G. Wells auch zeitgenössische katalanische Autoren ins Spanische.
2009 gelangte er mit der Darstellung des gescheiterten Putsches vom 23. Februar 1981 in seinem Roman-Essay Anatomía de un instante (deutsch Anatomie eines Augenblicks, 2011) auf Platz 1 der Bücher des Jahres-Liste von El País.
Der Roman Outlaws kam 2016 auf die Shortlist zum International DUBLIN Literary Award.
Als Gegner des katalanischen Separatismus wurde der Schriftsteller ab 2017 Zielscheibe von Shitstorms, Fake News und Hass. Er nahm das als Anlass, sich als Autor einer Kriminalroman-Trilogie namens Terra Alta neu zu erfinden, da er die schlechten Gefühle in diesem Genre am besten verarbeiten konnte. Der erste Roman aus 2019 (dt.: Terra Alta. Geschichte einer Rache) wurde mit dem angesehenen spanischen Literaturpreis Premio Planeta ausgezeichnet.
Der dritte Roman El castillo de Barbazul (dt.: „Blaubarts Burg“) erschien auf Spanisch im Frühjahr 2022 zur Buchmesse in Madrid und kam sogleich auf den dritten Platz der spanischen Bestsellerliste.  Der zweite Band Die Erpressung spielt in Barcelona und kam am 27. Juli 2022 in deutscher Übersetzung von Susanne Lange wiederum beim S. Fischer Verlag heraus.

## Werke (Auswahl)
- El móvil. Erzählungen. 1987
  - Kafka en Barcelona und andere Erzählungen. Hueber, Ismaning 2008. (Spanisch)
- El inquilino. Roman. 1989
  - Der Mieter. Übersetzt von Willi Zurbrüggen. Wagenbach, Berlin 2003, ISBN 3-8031-1217-6.
- El vientre de la ballena. Roman. 1997
- Soldados de Salamina. Roman. 2001
  - Soldaten von Salamis. Übersetzt von Willi Zurbrüggen. Berlin Verlag, Berlin 2002 ISBN 3-8270-0464-0.
- La velocidad de la luz. Roman. 2005
- Anatomía de un instante. Essay. Debolsillo 2009
  - Anatomie eines Augenblicks. Die Nacht, in der Spaniens Demokratie gerettet wurde. Übersetzt von Peter Kultzen. S. Fischer, Frankfurt am Main 2011, ISBN 978-3-10-011369-6.
- Las leyes de la frontera. Mondadori, 2012.
  - Outlaws. Übersetzt von Peter Kultzen. S. Fischer Verlag, Frankfurt am Main 2014. ISBN 978-3-10-403149-1.
- El impostor (2014) (Roman über Enric Marco)
  - Der falsche Überlebende. Aus dem Spanischen von Peter Kultzen. S. Fischer Verlag, Frankfurt am Main 2017, ISBN 978-3-10-002461-9[6].
- El monarca de las sombras. Barcelona: Random House, 2017
- El loco de Dios en el fin del mundo, Random House, 2025, ISBN 978-8439745297

### Terra Alta-Trilogie
- Terra Alta. Geschichte einer Rache. Roman. Aus dem Spanischen von Susanne Lange. S. Fischer Verlag, Frankfurt am Main 2021. ISBN 978-3-10-397070-8.
- Die Erpressung. Roman. Aus dem Spanischen von Susanne Lange. S. Fischer Verlag, Frankfurt am Main 2022. ISBN 978-3-10-397119-4.
- Blaubarts Burg. Roman. Aus dem Spanischen von Susanne Lange. S. Fischer Verlag, Frankfurt am Main 2023. ISBN 978-3-10-397516-1.